# William Beach Thomas
William Beach Thomas, né le 22 mai 1868 à Godmanchester au Royaume-Uni et mort le 12 mai 1957 à Wheathampstead dans le Hertfordshire, est un auteur et un journaliste britannique. Il est principalement connu pour son rôle en tant que correspondant de guerre, où il couvre divers conflits. Il écrit sur des sujets liés à la nature et à la vie rurale et aborde des thèmes liés à l'environnement et à la vie à la campagne.
William Beach Thomas est le fils d'un ecclésiastique du Cambridgeshire. Il reçoit une éducation à la Shrewsbury School et au Christ Church de l'Université d'Oxford, puis exerce brièvement en tant que maître d'école. Ne trouvant pas cette profession satisfaisante, il choisit de se consacrer à l'écriture et rédige des articles pour des journaux et des revues, avant de publier des livres. Au début de la Première Guerre mondiale, William Beach Thomas défie les autorités militaires en rapportant des informations sur le front occidental pour le Daily Mail. Après une brève arrestation, il obtient une accréditation officielle en tant que correspondant de guerre. Ses reportages, bien que reconnus à l'échelle nationale, suscitent également des critiques et des parodies de la part des soldats. Son livre With the British on the Somme (1917) présente le soldat anglais sous un jour favorable. Après la guerre, il est fait chevalier par la France et la Grande-Bretagne, mais il regrette certaines de ses productions durant le conflit.
À l'âge adulte, William Beach Thomas se consacre principalement aux questions rurales. Conservateur dans ses opinions, il exprime des craintes, après la Seconde Guerre mondiale, quant à la tendance du gouvernement travailliste à envisager la campagne uniquement sous un angle économique. Il soutient la création de parcs nationaux en Angleterre et au Pays de Galles, tout en déplorant le déclin de la société villageoise traditionnelle. William Beach Thomas écrit abondamment, notamment pour le journal The Observer et le magazine conservateur The Spectator. Son livre The English Landscape (1938) inclut des extraits de ses contributions au magazine Country Life.

## Jeunesse et éducation
William Beach Thomas voit le jour le 22 mai 1868 à Godmanchester, dans le comté de Huntingdonshire, en Angleterre. Il est le deuxième fils de Daniel George Thomas et de Rosa Beart. En 1872, son père est nommé recteur de Hamerton, une expérience rurale qui suscite chez William Beach Thomas une affection durable pour la campagne, influençant ainsi ses écrits sur l'histoire naturelle et les thèmes ruraux. Il n'emploie pas de double nom de famille ; son deuxième prénom, Beach, fait partie intégrante de son nom d'écrivain. Dans l'Oxford Dictionary of National Biography, il est répertorié sous le nom de « Thomas, William Beach ».
William Beach Thomas rejoint l'école de Shrewsbury en 1882, où il se révèle être un sportif passionné. Il intègre la Royal Shrewsbury School Hunt, le plus ancien club de course de fond au monde. Son engagement sportif se poursuit à Christ Church, où il remporte un octroi de bourse en 1887 et devient un blue, ce qui lui permet de représenter l'université dans diverses compétitions d'athlétisme pendant plusieurs années. Il est également président du club d'athlétisme d'Oxford et pratique le football, le rugby à XV et le cricket à un niveau universitaire. J. B. Atkins, qui concourt contre lui pour l'équipe d'athlétisme de l'université de Cambridge, décrit William Beach Thomas comme suit : « Avec sa taille majestueuse et sa foulée gigantesque, il était magnifique en action ; son ultime effort, toujours triomphant, lorsqu'il aperçoit l'arrivée, est un spectacle inoubliable, même si j'avoue que j'avais de bonnes raisons de regretter tout ça à l'époque ». Bien qu'il ait réussi à obtenir une bourse, William Beach Thomas ne parvient pas à exceller sur le plan académique, n'obtenant qu'un diplôme de third-class degree.

## Début de carrière
À l'école, William Beach Thomas passait la majorité de son temps à pratiquer des activités physiques et sportives, ce qui a sans doute influencé ses résultats scolaires médiocres, mais qui a paradoxalement constitué un atout pour décrocher son premier emploi, du fait de sa notoriété dans le sport universitaire. Après avoir quitté Oxford en 1891, il enseigne au Bradfield College, une école publique. Bien qu'il trouve l'enseignement « peu agréable », il accepte ensuite un poste similaire au Dulwich College en 1897, où il reste jusqu'à l'année suivante. C'est à cette époque que le journalisme suscite son intérêt, et il commence à contribuer à des chroniques pour des publications telles que The Globe, The Outlook et The Saturday Review, ainsi que pour d'autres revues en tant que pigiste. En 1901, il publie un livre intitulé Athletics, édité par Ward Lock & Co, après avoir écrit un chapitre pour le volume Athletics de la Badminton Library, publié par Longman, Green & Co en 1900 et sous la direction de Montague Shearman. Il devient également critique régulier pour The Times Literary Supplement dès sa création en 1902.
Le Daily Mail recrute William Beach Thomas en tant que rédacteur spécialisé dans la couverture du milieu rural. Pour que William Beach Thomas puisse s'acquitter de ses responsabilités avec succès, Alfred Harmsworth, le propriétaire du journal, pense qu'il lui faut évoluer dans un cadre rural. L'initiative enchante Thomas, car elle lui offre l'opportunité de réduire ses allers-retours à Londres. Il choisit alors de s'établir dans la vallée de Mimram, dans le Hertfordshire. Durant cette période, William Beach Thomas développe une profonde admiration pour Harmsworth. En 1908, il se rend à Dublin pour couvrir la 78e réunion de la British Science Association.
Le livre de William Beach Thomas, From a Hertfordshire Cottage, est publié en 1908, suivi de sa collaboration en trois volumes avec A. K. Collett, intitulée The English Year (c. 1913). Bien qu'il se soit orienté vers d'autres intérêts, il n'abandonne pas pour autant sa passion pour l'athlétisme. En effet, il est l'un des critiques en Grande-Bretagne de la performance décevante de son pays lors des Jeux olympiques de 1912. À cette époque, il souligne que les Jeux olympiques sont perçus comme un reflet du « manque de vitalité nationale ». Il explique :

« Il me semble que nous étions incapables de courir, que ce soit sur de longues ou de courtes distances. Nous ne pouvions pas non plus sauter, que ce soit en largeur ou en hauteur ; et nous ne savions pas lancer le javelot... Nos hommes ont accueilli la défaite avec une résignation telle que les Jeux olympiques en viennent à ressembler à une banale compétition de salon qui se tient dans un modeste foyer de province. »

## Correspondant de guerre
Le Daily Mail envoie William Beach Thomas en France en tant que correspondant de guerre pendant la Première Guerre mondiale. De nombreux journaux cherchent à soutenir l'effort de guerre tout en profitant de la demande croissante d'informations en provenance du front. Cependant, les autorités militaires britanniques s'opposent à la présence des journalistes et préférent contrôler les médias en diffusant des communiqués de presse officiels. Horatio Herbert Kitchener est particulièrement hostile à leur présence, ayant eu de mauvaises expériences avec les journalistes lors de la Seconde guerre des Boers. Il établit un bureau de presse dirigé par F. E. Smith et exige que tous les rapports passent par ce bureau pour être examinés par les censeurs, ce qui aboutit à des informations souvent fades et impersonnelles. En réaction, les journaux recourent à des subterfuges pour contourner cette censure. William Beach Thomas fait partie des nombreux journalistes qui parviennent à atteindre illégalement les lignes de front en Belgique. Il est finalement découvert et emprisonné pendant un certain temps par l'armée britannique et décrit cette expérience comme « la plus longue et la plus étrange randonnée pédestre » de sa vie. Même ses premiers rapports, qui ne sont pas approuvés et qui se concentrent principalement sur des histoires d'intérêt humain, sont soumis à la censure. William Beach Thomas souligne un paradoxe : « les censeurs ne publiaent aucun article dont l'auteur a osé écrire ce qu'il a vu. Il devait écrire ce qu'il pense être vrai, et non ce qu'il a vu de ses propres yeux ».
Au milieu de l'année 1915, le gouvernement britannique cède sous la pression, après que Theodore Roosevelt a averti que les restrictions sur le reportage nuisent à l’opinion publique aux États-Unis. C’est alors que Valentin Williams devient le premier correspondant de guerre accréditée du Daily Mail. Libéré de sa détention, William Beach Thomas reprend ses reportages de guerre en décembre de la même année, alors que Williams s’engage dans les Irish Guards,. À l'instar de ses collègues accrédités, Thomas est rémunéré par le bureau de la Guerre plutôt que par son propre journal, et tous les correspondants bénéficient de la promesse de pouvoir publier des mémoires de leur service pour compenser la différence entre le salaire d’un officier et celui d’un journaliste. William Beach Thomas rédige des articles sur les théâtres de la guerre tels que la Somme et adopte un style similaire à celui de ses confrères, qui ont tendance à minimiser les aspects les plus sombres du conflit, notamment la réalité de la mort. Ses reportages paraissent à la fois dans The Daily Mirror et le Daily Mail.
Les soldats, indifférents aux tentatives d'endoctrinement, se moquent de ces efforts, tandis que le public britannique se montre plus réceptif. Philip Gibbs, correspondant de guerre, constate que lui et ses collègues « s'identifient absolument aux armées sur le terrain... Il n'y a aucune raison de censurer nos dépêches. Nous sommes nos propres censeurs ». Ce soutien journalistique est apprécié par des commandants comme Douglas Haig, qui voit la propagande des correspondants comme essentielle à l'effort de guerre. Haig demande même à Gibbs et Thomas de rédiger son propre bulletin d'information hebdomadaire. Bien que les correspondants parviennent à apaiser l'opinion publique britannique, leur impact sur le moral des troupes est différent, malgré la forte demande pour les journaux. Albert Rochester, soldat, est traduit en cour martiale pour avoir tenté d'envoyer au Daily Mail une lettre exposant les réalités de la guerre. Il critique également la vision qu'il qualifie de « ridicule » de William Beach Thomas, concernant la relation et la camaraderie autour des officiers. Thomas, de son côté, exprime plus tard des regrets profonds sur ses reportages centrés sur la Somme : « J'ai honte de ce que j'ai écrit, car ce n'était pas la vérité... Le succès et la notoriété n'effaceront pas cette honte ».
Le frère de Alfred Harmsworth, Harold Harmsworth, exprime sa frustration envers les correspondants de guerre en déclarant : « Nous savons qu'ils ne connaissent pas la vérité, et ils ne disent pas la vérité ». Stephen Badsey, un historien spécialisé de la Première Guerre mondiale, souligne que ces journalistes se trouvent dans une position délicate, « piégés en tant qu'acteurs mineurs au sein d'une structure hiérarchique complexe, dominée par des politiciens, des généraux et des magnats de la presse ». William Beach Thomas subit particulièrement de vives critiques. L'historien Paul Fussell le qualifie de « notoirement stupide » durant cette période. Peter Stothard, rédacteur en chef du Times entre 1992 et 2002, le décrit comme « un chroniqueur de campagne au succès discret et un homme de lettres devenu un calamiteux correspondant de guerre pour le Daily Mail », et suggère qu'il pourrait avoir inspiré le personnage de William Boot dans le roman Sensation ! d'Evelyn Waugh. John Simpson, correspondant de guerre, décrit William Beach Thomas comme un homme « charmant mais peu aimable ». Selon lui, les soldats ont une aversion particulière pour le journaliste et le méprise davantage que les autres correspondants de guerre britanniques, bien que tous ces journalistes participent à une forme de désinformation similaire. Les écrits de Thomas sont perçus comme une banalisation des réalités du conflit, empreints de chauvinisme, de prétention et d'une forte dose d'autopromotion. William Beach Thomas donne souvent l'impression d'écrire depuis le front, alors qu'en réalité, il se contente de transmettre des informations douteuses fournies par les autorités militaires,.
Voici un extrait d'un reportage de William Beach Thomas :

« Peu après 18 h, les aboiements sporadiques de la canonnade nocturne, désormais habituels malgré leur intensité, cèdent la place à un « bombardement de tambours ». Le « plaisir » était « rapide et furieux », et deux minutes après le début de cette symphonie de guerre, nos hommes jaillissent hors de leurs tranchées. Ils ne sont pas seuls. Malgré la pleine lune, nous avons fait venir plusieurs voitures blindées, que le clair de lune transforme en créatures fantastiques. Le terme « autos blindées » est d'ailleurs d'origine française. On aurait dit des êtres aveugles émergeant de la vase primitive. Observer l'une d'elles ramper dans l'obscurité évoque le « Jabberwock, aux yeux de flammes », qui venait en sifflant à travers le bois de tulgey, et baragouinait en s'approchant ! »

Le style de William Beach Thomas a été parodié sous le pseudonyme de « Teech Bomas » dans le Wipers Times, un journal de tranchées, tout en étant également salué par les lecteurs en Grande-Bretagne. Un extrait du Wipers Times, inspiré d'un article publié dans le Daily Mail du 18 septembre 1916, affirme :

« Dans la lumière grise et pourpre d'un matin de septembre, les premiers chars de guerre avancent. Tels de gigantesques monstres préhistoriques, ils bondissent et sautillent de joie à l'annonce du signal. J'ai eu la chance inouïe d'être passager à bord de l'un d'eux. Comment puis-je décrire clairement ce qui s'est passé ? Tout n'est qu'un tourbillon chaotique de joie et de bruit. Aucune peur ne m'envahit ! Comment pourrait-on craindre quoi que ce soit dans le ventre d'un proglodomyte errant et vagabond ? C'était merveilleux, épique. Nous poursuivons notre chemin, tandis qu'à intervalles réguliers, le canon de « 17 » sur le toit rugit son message de défi. Enfin, nous nous retrouvons au cœur des Huns. Ils sont autour de nous par millions, et par millions, ils tombent. Avec un grognement triomphant, nous traversons Bapaume, bousculant l'église dans un moment de frénésie, avant de nous diriger vers notre base, sentant que notre proglodomyte en sueur a pleinement savouré sa course sur cette terre mécontente, déconfite et éventrée. Ainsi, je me repose dans mon antre, prêt pour le lendemain et tout ce qu'il pourrait m'apporter. Je dois retourner à la bataille. »

En 1918, William Beach Thomas publie un ouvrage intitulé With the British on the Somme, qui repose sur ses expériences de guerre. Ce livre offre une représentation élogieuse du soldat anglais, en contraste avec la ligne officielle qui s'efforce de présenter le conflit comme une guerre britannique plutôt qu'anglaise. Une critique parue dans The Times Literary Supplement souligne que Thomas met à juste titre en avant les exploits du soldat anglais, en opposition à ceux des Écossais, des Irlandais ou des soldats coloniaux. Selon le critique, cela est d'autant plus pertinent, car le lecteur moyen des journaux de ces derniers mois, voire de ces dernières années, a été inondé de récits héroïques mettant en avant divers régiments coloniaux, des unités irlandaises et des compagnies en kilt. Ainsi, le simple Thomas Atkins a été largement négligé pendant bien trop longtemps.
En 1918, Northcliffe charge William Beach Thomas de se rendre aux États-Unis. Selon les dires de Thomas, ce voyage a pour objectif de combler un fossé de compréhension : « Je ne savais pas ce que faisaient les Américains, et ils ne savaient pas ce que nous pensions d'eux ». Au cours de cette visite, il a l'occasion de rencontrer des figures influentes telles qu'Henry Ford, Theodore Roosevelt et Woodrow Wilson.
William Beach Thomas accompagne parfois le roi George V et le prince de Galles lors de leurs visites en France. À une occasion, il observe une situation qui lui évoque le célèbre affrontement entre Henri II et Thomas Becket :

« Nous nous dirigeons vers un nouvel obusier lourd, soigneusement camouflé dans un bosquet. Autour de nous, un opérateur de cinéma s'agite, court et saute, apparaissant et disparaissant derrière les arbres. Cette situation agace de plus en plus le prince, jusqu'à ce que son irritation devienne irrépressible. Il se tourne alors vers moi et, avec une pointe d'humour colérique, s'exclame : « Personne ne va donc s'occuper de ce photographe ? ». »

Le travail de William Beach Thomas lui a valu des reconnaissances officielles, tout comme celles accordées à de nombreux correspondants et propriétaires de journaux. En 1919, il est fait chevalier de la Légion d'honneur par la France, et en 1920, il reçoit le titre de chevalier commandeur de l'ordre de l'Empire britannique. En 1923, Gibbs, qui a également été honoré de ce titre, exprime ses réserves en déclarant : « Je n'étais pas en quête de ce titre de chevalier et j'ai même tant hésité que j'ai convenu avec Beach Thomas de le refuser. Cependant, la situation avait trop évolué, et il nous était impossible de rejeter ce titre avec dignité ». Ce dilemme met en lumière la prise de conscience croissante du fossé entre leurs reportages et la réalité des événements qu'ils ont couverts.

## Les dernières années

### Journalisme et passion rurale
Après la guerre, William Beach Thomas reste en Allemagne jusqu'en 1919, puis y retourne en 1923, lors de l'occupation de la Ruhr. En 1922, il entreprend un tour du monde pour le Daily Mail et le Times, tout en renouant avec son intérêt de toujours pour les questions rurales. De 1923 à 1956, il s'illustre dans ses écrits pour The Observer, où il aborde des sujets liés à la campagne. Parallèlement, il contribue régulièrement dans The Spectator en rédigeant des notes sur la nature, le jardinage et la vie à la campagne pendant près de trois décennies, à l'exception de quelques interruptions entre 1935 et 1941, où il est remplacé par Herbert Ernest Bates. En 1928, il publie une histoire du magazine, intitulée The Story of the Spectator, en l'honneur de son centenaire. Au cours de ses dernières années, William Beach Thomas écrit de nombreux autres ouvrages et articles, dont deux livres autobiographiques : A Traveller in News (1925) et The Way of a Countryman (1944). Il aime enrichir ses écrits, et son style est jugé clair, bien que le fond de ses articles soit souvent considéré comme médiocre. Un portrait de lui dans The Observer souligne : « Peut-être donne-t-il moins de plaisir à ceux qui doivent déchiffrer son écriture. Rarement un anglais plus limpide est transmis dans un contenu aussi obscure ».
George Orwell écrit dans le Manchester Evening News :

« Il est incertain de savoir si le grand public voit principalement William Beach Thomas comme un correspondant de guerre ou comme un naturaliste. Néanmoins, lui n'a aucun doute à ce sujet. Pour lui, le monde se concentre avant tout sur le village anglais, qui met en valeur les arbres et les haies qui l'entourent, plutôt que les maisons et les habitants. »

Alors même que la vie traditionnelle des villages anglais est en déclin, William Beach Thomas voit dans le paternalisme romantique et la vie villageoise l'incarnation même de la société anglaise, un reflet de tout ce que l'on peut trouver ailleurs dans le monde. Il affirme qu'un des aspects de la vie rurale qu'il admire est que « la richesse comparative [là-bas] est admirée, non enviée ». De plus, il considère le monde naturel comme un objet d'admiration plutôt que comme un sujet à examiner scientifiquement. Dans sa dernière chronique pour The Spectator, rédigée en septembre 1950, il écrit : 

« La scène de campagne appartient au domaine de l’art, et non à la science. L’essentiel réside dans la découverte de la beauté, plutôt que dans l’accumulation de connaissances. La science, bien qu’importante, vient en second, après l’art. Nous n’écoutons pas le chant du rossignol pour en analyser la dimension érotique ou polémique ; nous l’écoutons pour le plaisir que procure l’ambiance qu’il créé pour le paysage environnant. Le vol d’un oiseau compte davantage que les mécanismes qui le rendent possible. La véritable valeur de la connaissance est d’élargir notre cercle d’émerveillement. Ainsi, le chroniqueur accomplit une œuvre plus significative en aidant autrui à apprécier la campagne qu’en se consacrant à des disciplines telles que la botanique, l’ornithologie, l’entomologie ou la météorologie. »

### Défenseur de la nature et de la campagne
Dans son désir d'encourager l'amour de la campagne, particulièrement durant la Seconde Guerre mondiale, William Beach Thomas s'apparente à d'autres écrivains engagés sur les questions rurales, tels que George Macaulay Trevelyan et Harold John Massingham. Il décrit d'ailleurs Massingham comme « peut-être le meilleur de tous les écrivains contemporains sur l'Angleterre rurale » et le considère comme l'un de ces auteurs si attachés au passé qu'ils semblent parfois désespérer de l'avenir. Malcolm Chase, historien, souligne que ces écrivains, y compris Thomas lui-même, défendent une philosophie ultraconservatrice, socialement réactionnaire et idéaliste, qui joue un rôle significatif dans le débat national sur l'avenir de la terre et de l'agriculture. Cette attitude s'accompagne d'un intérêt croissant du public pour des activités telles que le vélo, la conduite automobile et la marche. Elle est également soutenue par la publication d'articles, de livres et des cartes populaires, souvent bon marché et colorés, qui s'adressent à la fois aux passionnés de ces loisirs et à ceux préoccupés par la conservation et les effets de l'afflux de visiteurs urbains et suburbains. John Musty, dans sa revue littéraire comparative des œuvres de Thomas et de Massingham, estime que Thomas possède une « touche plus douce » que Massingham, dont les écrits sont souvent jugés comme étroits et réactionnaires. Il cite Thomas, qui affirme que Massingham « prêche un credo impossible mais attrayant ».
Une grande partie de l'un des livres de William Beach Thomas, The English Landscape (1938), a déjà été publiée dans divers numéros du magazine Country Life et résonne avec les préoccupations soulevées par Clough Williams-Ellis dans l'ouvrage England and the Octopus (1928). Williams-Ellis soutient que bâtir sur des terrains vierges représente un prix trop élevé à payer pour le progrès socioéconomique. De son côté, Thomas plaide en faveur de la protection des espaces ouverts et propose la création de parcs nationaux, qu'il considère comme particulièrement adaptés au littoral. Il met en lumière la relation entre l'homme et la terre tout en soulignant la nécessité d'un contrôle de l'urbanisme pour réguler l'accès à des zones restées pour la plupart intactes. En 1934, il soutient la Nature Lovers Association dans son appel à faire de la région montagneuse de Snowdonia, située près de la côte nord du Pays de Galles, une telle entité. Il apporte également son soutien à la Commons, Open Spaces and Footpaths Preservation Society.
En 1931, William Beach Thomas exprime son désarroi face à l'incapacité de la National Farmers' Union of England and Wales (Syndicat national des agriculteurs d'Angleterre et du Pays de Galles) à contrer ce qu'il perçoit comme un déclin alarmant de l'industrie agricole. Dans son ouvrage A Countryman's Creed publié en 1946, il évoque un monde révolu, un univers qui semble davantage issu de son imagination que de la réalité tangible. À l'instar de F. R. Leavis, Thomas s'engage dans une croisade pour préserver la mode de vie traditionnelle, menacée par les bouleversements rapides survenus après la Première Guerre mondiale. Ces transformations sont désormais remises en question sur le plan idéologique, à la suite de la victoire significative du Parti travailliste socialiste lors des élections générales de 1945. Le nouveau gouvernement représente une menace pour la vision du monde de William Beach Thomas, car, comme le souligne le critique littéraire Robert Hemmings, ce gouvernement perçoit la campagne comme « une simple laiterie et un grenier géant pour la ville ».
William Beach Thomas s'oppose fermement à l'utilisation de piège en acier denté pour capturer les lapins. Il soutient la RSPCA (Royal Society for the Prevention of Cruelty to Animals) dans ses efforts pour interdire cet appareil, qui selon lui inflige une douleur inutile à l'animal et piège parfois d'autres animaux, tels que le bétail et les animaux domestiques.

## Vie privée et décès
William Beach Thomas épouse Helen Dorothea Harcourt, fille d'Augustus George Vernon Harcourt, en avril 1900. Ensemble, ils ont trois fils et une fille. Leur deuxième fils, Michael Beach Thomas, est tué en 1941 alors qu'il sert comme officier de marine durant la Seconde Guerre mondiale. Helen survit à son mari, qui meurt le 12 mai 1957 à leur domicile, High Trees, situé à Gustardwood, Wheathampstead, dans le Hertfordshire. Il est inhumé dans le cimetière du village, près de l'église St Helen. Parmi les nécrologies consacrées à William Beach Thomas, on trouve des articles publiés dans Nature et The Times.

## Œuvres
Outre son travail de journaliste, Thomas a rédigé et contribué à de nombreux ouvrages, tous publiés à Londres, avec certains également publiés à New York. Parmi ces publications, on peut citer :
- Athletics at School (chapitre Athletics, édition Montague Shearman, Longmans, Green & Co.: 1898)
- Athletics (Ward, Lock & Co, 1901)
- The Road to Manhood (G. Allen, 1904)
- On Taking a House (Edward Arnold, 1905)
- From a Hertfordshire Cottage (Alston Rivers, 1908)
- The French Garden: A Diary and Manual of Intensive Cultivation (Associated Newspapers, 1908, réédité sous le titre The French Garden In England en 1909, préface uniquement)
- Our Civic Life (Alston Rivers: 1908)
- The English Year (tois volumes, co-écrit avec Anthony Collett, T. C. & E. C. Jack, 1913–14); Autumn and Winter; Spring; Summer
- With the British on the Somme (Methuen: 1917)
- Birds Through The Year (co-écrit avec A. K. Collett, T. C. & E. C. Jack, 1922)
- An Observer's Twelvemonth (Collins, 1923)
- A Traveller in News (Chapman and Hall, 1925)
- England Becomes Prairie (Ernest Benny, 1927)
- The Story of the Spectator (Methuen, 1928)
- The Happy Village (Ernest Benny, 1928)
- Events of the Great War (G. Routledge & Sons, 1930)
- A Letter to My Dog (G. Routledge & Sons, 1931)
- Why the Land Dies (Faber & Faber, 1931)
- Introduction sur Land and Life: The Economic National Policy for Agriculture (écrit par Waldorf Astor et Keith Murray, Gollancz, 1932)
- The Yeoman's England (A. Maclehose & Co., 1934)
- Village England (A. Maclehose & Co., 1935)
- The Squirrel's Granary: A Countryman's Anthology (A. Maclehose & Co., 1936, réédité par A. & C. Black en 1942 sous le titre A Countryman's Anthology)
- Hunting England: A Survey of the Sport and of Its Chief Grounds Etc (B. T. Batsford, 1936)
- The Home Counties (chapitre Britain and the Beast, Clough Williams-Ellis, B. T. Batsford, 1937)
- The English Landscape (Country Life, 1938)
- The Way of a Countryman (M. Joseph, 1944)
- The Poems of a Countryman (M. Joseph, 1945)
- A Countryman's Creed (M. Joseph: 1946)
- In Praise of Flowers (Evans Bros.: 1948)
- The English Counties Illustrated (Odhams, 1948 ; chapitres Hertfordshire et Huntingdonshire)
- The Way of a Dog (M. Joseph, 1948)
- Hertfordshire (R. Hale, 1950)
- A Year in the Country (A. Wingate, 1950)
- Gardens (Burke, 1952)
- Introduction sur The New Forest and Hampshire in Pictures (Odhams, 1952)